# Зейналов, Джангир Мешеди Рза оглы
Джахангир Мешеди Рза оглы Зейналов (азерб. Cahangir Məşədi Rza oğlu Zeynalov; 21 сентября 1865, Баку — 4 ноября 1918, Баку) — азербайджанский актёр, основоположник азербайджанского национального реалистического театра, отец актрисы Насибы Зейналовой.

## Биография

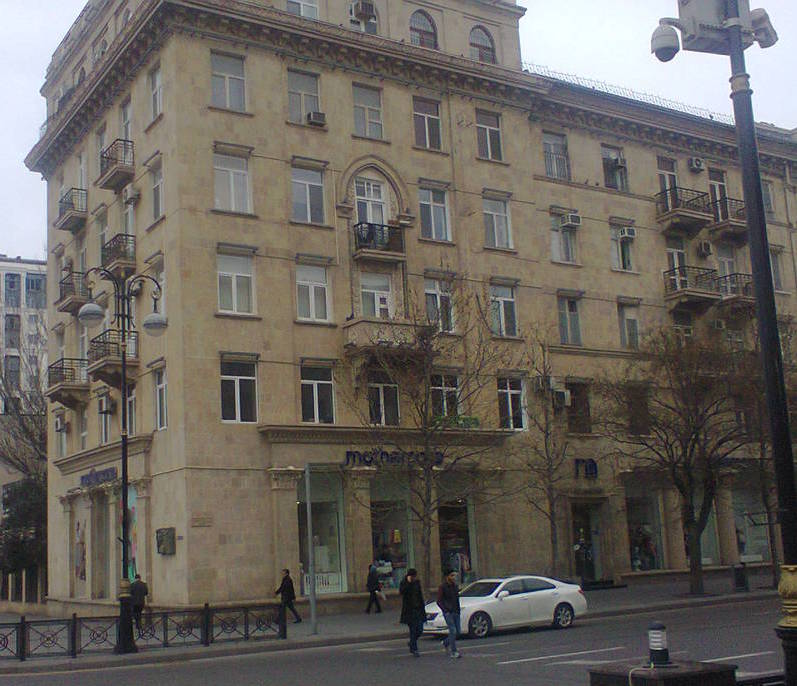
Дом в Баку, где жил Джахангир Зейналов

Сценическую деятельность начал в 1885 году, в период формирования национального театрального искусства. Зейналов главным образом исполнял комедийные роли, часто придавая им драматические черты. Искусство Джангира Зейналова отличалось психологической правдой, художественной простотой и искренностью в выражении человеческих чувств, особой лёгкостью и непосредственностью.
Среди ролей, исполненных Зейналовым можно назвать следующие: Гаджи Кара, Везир, Молла Ибрагим Халил («Гаджи Кара», «Везир ленкоранского ханства», «Молла Ибрагим Халил» Ахундова), Гаджи Самед («Несчастный юноша» Ахвердова), Городничий («Ревизор» Гоголя), старик Моор («Разбойники» Шиллера) и др.
Зейналов также был воспитателем таких азербайджанских актёров как Г. Араблинский, М. А. Алиев, С. Рухулла и др.

## Память

Мемориальная доска на стене дома в Баку, на месте которого стоял дом, в котором жил Джахангир Зейналов
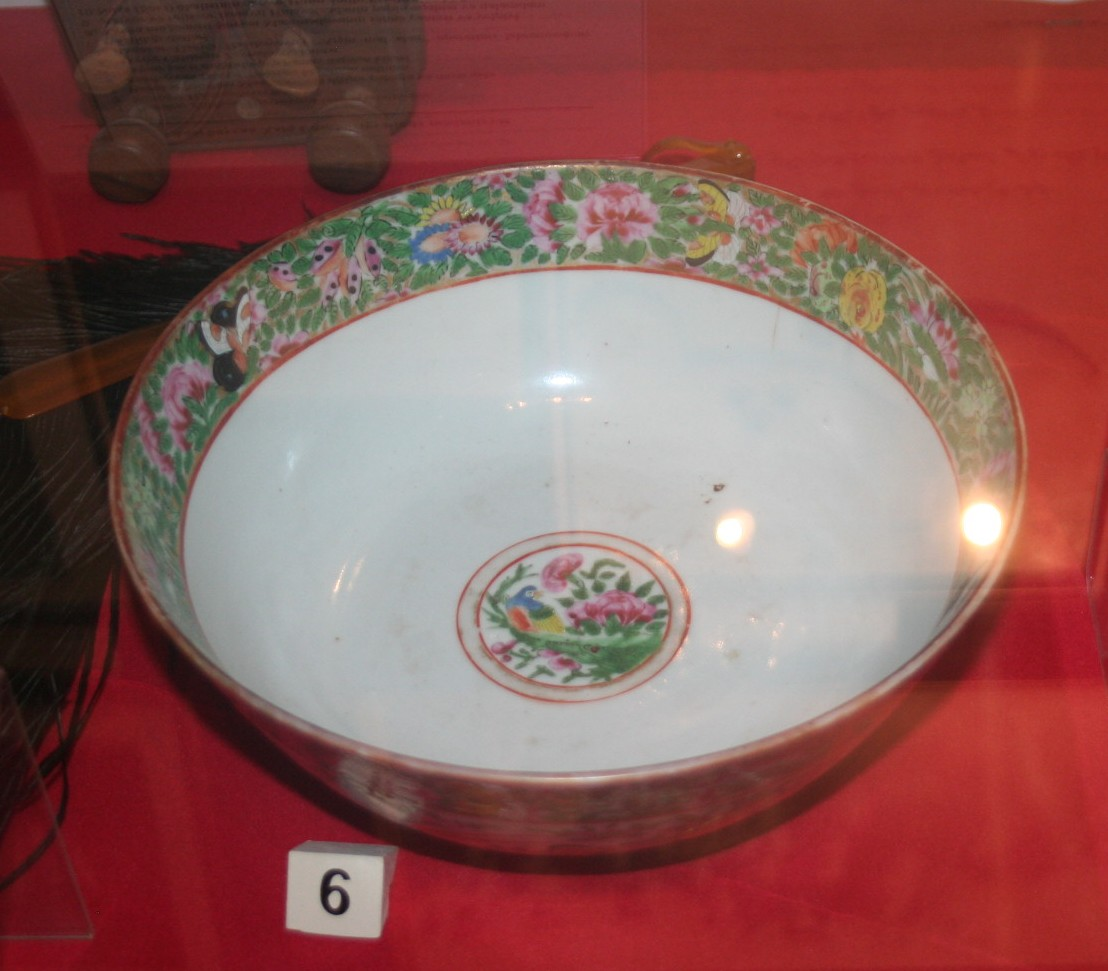
Миска Зейналова. Музей истории Азербайджана